# Guo Yonglin
Guo Yonglin (郭永林S, Guō YǒnglínP; 12 febbraio 1955) è un ex cestista cinese.

## Carriera
Con la Cina ha disputato i Giochi olimpici di Los Angeles 1984.